# Buff Bagwell
Marcus Alexander Bagwell (født d. 10. januar 1970) er en amerikansk fribryder der wrestlede som Buff Bagwell i WCW og WWF.

## Biografi

### Før wrestling
Før Bagwell blev wrestler, tjente han penge som fotomodel og i softcore pornofilm. Han var også en fodbold og basketball spiller i gymnasiet.

### World Championship Wrestling
Bagwell debuterede for WCW i 1992, og de næste mange år var han kendt som manden med de mange tag team makkere. Bagwell dannede tag team med Tom Zenk, 2 Cold Scorpio, The Patriot og Scotty Riggs. Sammen med Scotty Riggs dannede de American Males et hold der blev meget populært, men Bagwell forrådte sin makker da nWo dukkede op. Bagwell tilsluttede sig nWo, og var i årene 1997-1999 tit set ved deres side. I 1998 blev han dog ramt af en voldsom nakkeskade, da Rick Steiner brækkede hans nakke med en bulldog fra toprebet. Bagwell blev i de næste mange måneder set med en nakkekrave, og med sin mor ved sin side som et komisk indslag. Den så muskuløse og dameglade Buff Bagwell, havde altid sin mor Judy Bagwell ved sin side. Bagwell blev efterhånden en kæmpe stjerne i WCW, selvom det altid var kvinder, og ganske få mænd, der hyldede ham fra publikum. I perioden 1999 til 2000 havde Bagwell ikke mange store øjeblikke, udover et kort "push" i en fejde mod Lex Luger, da Vince Russo og Eric Bischoff overtog magten. Bagwell blev dog suspenderet fra WCW i en kort periode. Bagwell vendte tilbage i en fejde mod David Flair, og blev senere medlem af The Magnificent 7, ledet af Ric Flair. Buff Bagwell skrev sig ind i historie bøgerne, da ham og Lex Luger som Totally Buff, besejrede Goldberg og endte hans WCW karriere. Trods ganske få titler og store kampe i WCW, var Bagwell en af de største og mest populære wrestlere i WCW.

### World Wrestling Federation
Buff Bagwell var så populær at han blev tilbudt en kontrakt af WWF. Buff Bagwell wrestlede dog kun én eneste kamp, og det var mod Booker T. Hans WWF karriere gik slet ikke som planlagt, da bestyrelsen i WWF ikke brød sig om ham.

### Efter WWF
Siden WWF har Bagwell været involveret i en række problemer, bl.a. i et misbrug af smertestillende medicin. Han er siden da blevet en genfødt kristen, og holder foredrag om kristendommen. Bagwell wrestler stadig enkelte gange, og i 2006 dukkede han op sammen med Lex Luger i Total Nonstop Action, for at hjælpe Sting.